# Bo mạch đồ họa
Bảng mạch đồ họa, Bộ chuyển đổi đồ hoạ (graphics adapter), thẻ đồ họa, card đồ họa (graphics card), thẻ màn hình, card màn hình là một bảng mạch mở rộng (expansion card) dùng để xuất hình ảnh hiển thị ra màn hình máy tính. Bộ phận trọng tâm của card đồ họa là bộ xử lý đồ họa (GPU). Không nên nhầm lẫn GPU với bảng mạch đồ họa.

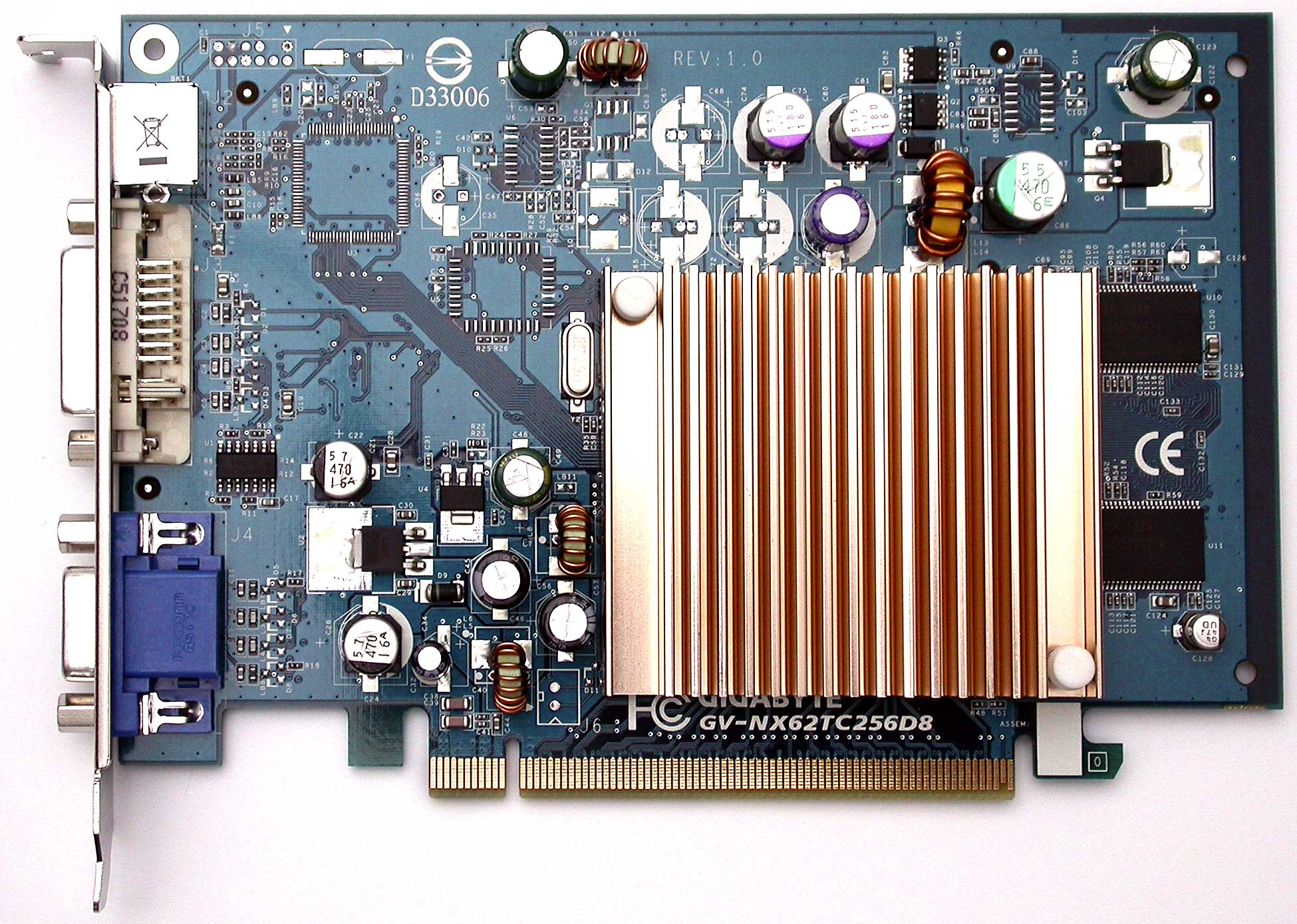
GV-NX62TC256D8 của hãng Gigabyte với một chipset NVIDIA cho khe cắm PCIe

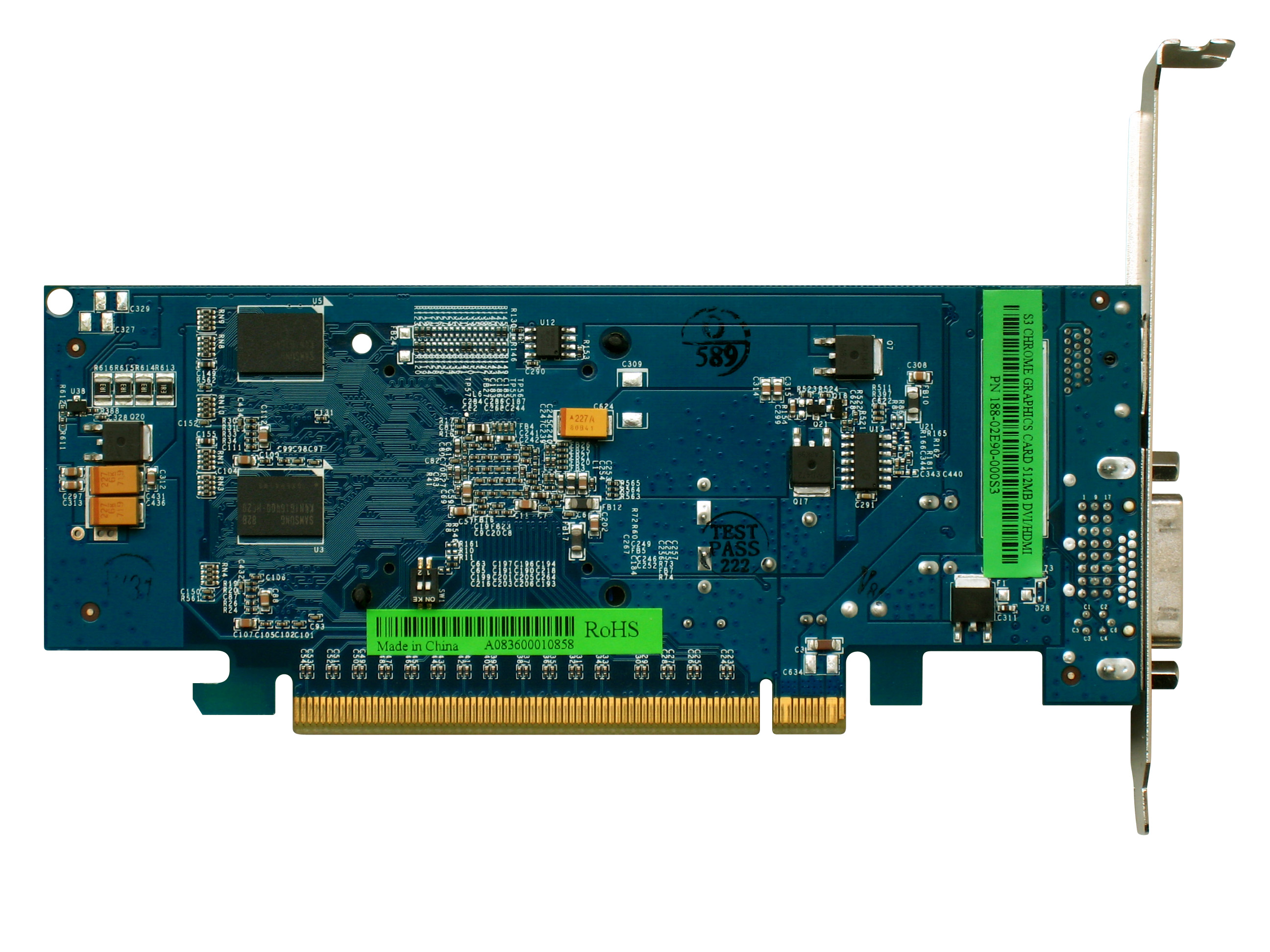
Cạc đồ họa nửa chiều cao của hãng S3 Graphics

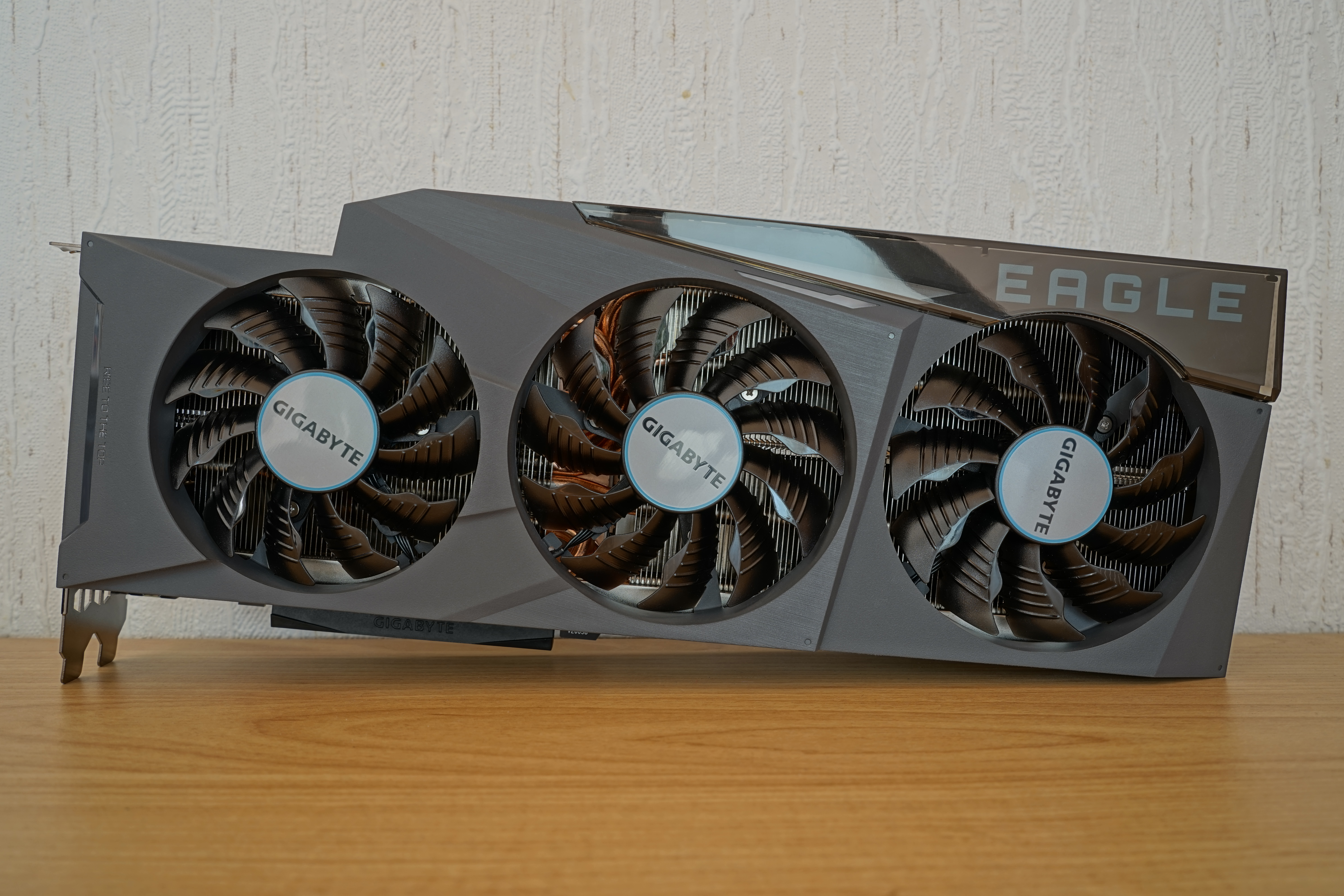
GeForce RTX 3090 Eagle OC 24G với quạt tản nhiệt riêng

## Thành phần cơ bản

### Bộ xử lý đồ họa (GPU)
Bộ xử lý đồ họa ("Graphic Processing Unit", viết tắt là GPU) là thành phần rất quan trọng quyết định đến sức mạnh đồ họa, nó có ý nghĩa như CPU trong máy tính.

Hiện nay các bo mạch đồ họa tích hợp thường sử dụng GPU của hai hãng sản xuất:
- NVIDIA
- AMD

### Tản nhiệt
Do phải xử lý một khối lượng công việc lớn khi chơi game hoặc thực hiện các tác vụ liên quan nên bộ xử lý đồ họa thường tỏa một lượng nhiệt lớn, cũng như CPU trong máy tính, các bo mạch đồ họa cũng cần tản nhiệt cho GPU.

Cách thức tản nhiệt với các GPU thường là:
- Sử dụng tấm, phiến tản nhiệt (không dùng quạt) để tản nhiệt tự nhiên. Hình thức này trước kia chỉ phù hợp với các GPU có xung nhịp thấp. Hiện nay đã có những hãng (như Asus) rất thành công trong việc tạo những phiến tản nhiệt tĩnh (tản nhiệt silent) cho bảng mạch đồ họa trung, cao cấp, tận dụng được quạt của CPU và thùng máy tản nhiệt qua những ống đồng và các phiến dẫn nhiệt.
- Sử dụng tấm, phiến tản nhiệt kết hợp dùng quạt.
- Tản nhiệt bằng chất lỏng: Rất hiếm gặp hình thức này ở các bảng mạch đồ họa khi xuất xưởng. Thông thường hình thức này do người dùng thay thế cách tản nhiệt nguyên bản của bảng mạch đồ họa để ép xung.

Do bộ nhớ đồ họa cũng phát sinh nhiệt nên trong các cách tản nhiệt trên, tấm tản nhiệt thường bao trùm và tản nhiệt luôn cho bộ nhớ đồ họa tuy rằng một số bảng mạch đã không tản nhiệt cho bộ nhớ đồ họa hoặc thiết kế các phiến tản nhiệt riêng.

### Bộ nhớ đồ họa
Để xử lý các tác vụ đồ họa và lưu trữ kết quả tính toán tạm thời, bảng mạch đồ họa có các bộ nhớ riêng hoặc các phần bộ nhớ dành riêng cho chúng từ bộ nhớ chung của hệ thống, trong các trường hợp khác bộ nhớ cho xử lý đồ họa được cấp phát với dung lượng thay đổi từ bộ nhớ hệ thống.

Dung lượng của bộ nhớ đồ họa một phần quyết định đến: độ phân giải tối đa, độ sâu màu và tần số làm tươi mà bo mạch đồ họa có thể xuất ra màn hình máy tính. Do vậy dung lượng bộ nhớ đồ họa là một thông số cần quan tâm khi lựa chọn một bo mạch đồ họa. Dung lượng bộ nhớ đồ họa có thể có số lượng thấp (1 đến 32 MB) vào thập niên 1990, 64 đến 128 MB vào đầu thập niên 2000, đến sau những năm 2000 đã thông dụng ở 256 MB với mức độ cao hơn cho các bo mạch đồ họa cao cấp (512 đến 1GB, 2GB và thậm chí còn nhiều hơn nữa). Từ những năm 2010 trở đi, bộ nhớ đồ hoạ tiếp tục tăng (phổ biến là 4GB đến 8GB cho các thiết bị đồ hoạ tầm trung đến cao cấp), cho đến khoảng đầu thập kỷ 2020, các card đồ hoạ cao cấp đã có thể đạt đến 24GB VRAM và còn cao hơn nữa với các thiết bị tính toán chuyên dụng.

Tuy nhiên, dung lượng không phải là một yếu tố quyết định tất cả, khi mà việc tăng dung lượng bộ nhớ đã không trở thành hữu ích cho bảng` mạch đồ họa, các nhà thiết kế đã chuyển hướng sử dụng các bộ nhớ có tốc độ cao hơn, do đó đến nay đã có rất nhiều chuẩn bộ nhớ đồ họa đã từng được sử dụng: FPM DRAM, VRAM, WRAM, EDO DRAM, SDRAM, MDRAM, SGRAM, DDR SDRAM, DDR-II SDRAM, GDDR-3 SDRAM, GDDR-4 SDRAM; từ đầu thập niên 2020 đang phổ biến chuẩn GDDR-5 và GDDR-6 cho người dùng cuối, và HBM chủ yếu dùng cho thiết bị tính toán cao cấp hơn.

Có một điều rằng bảng mạch đồ họa khác nhau lại sử dụng các tốc độ đồ họa thay đổi tuỳ thuộc vào bảng mạch đó dùng GPU nào. Chúng không được sử dụng ở tốc độ tối đa theo như thiết kế. Một số hãng sản xuất có thể thiết kế và thiết đặt sẵn (trong Video Bios - xem phần sau) để bảng mạch đồ họa làm việc với tốc độ bộ nhớ cao hơn so với mặc định (overclock, hay ép xung).

### Bus kết nối
Bảng mạch đồ họa thường sử dụng các đường truyền dữ liệu theo các chuẩn nhất định (bus) để truyền dữ liệu giữa bo mạch đồ họa với hệ thống máy tính, các bus có thể là PCI Express (hiện nay) hoặc AGP (trước kia), hoặc các bus cổ hơn nữa trong thời gian trước đây (ISA 8 bit, ISA 16 bit, VESA LocalBus, PCI, v.v). Đặc điểm của các bus được giới thiệu sơ lược như sau:
- PCI Express: Còn gọi tắt là PCIe. Xuất hiện vào năm 2004, nó sử dụng kiểu kết nối nối tiếp (serial) thay vì song song giống các bus trước đó.
- AGP: Là một bus chuyên dụng dành cho card đồ họa. Được giới thiệu vào năm 1997.

### RAMDAC
RAMDAC (random-access-memory digital-to-analog Converter): Có chức năng chuyển đổi các tín hiệu số sang tín hiệu tương tự để hiển thị trên màn hình máy tính cũ sử dụng công nghệ CRT. Tốc độ của RAMDAC có thể cao hơn tốc độ làm việc của bộ xử lý đồ họa.
Tốc độ RAMDAC trong thời điểm năm 2007 thường vào khoảng 300-500 Mhz. RAMDAC có thể là một bộ phận tách rời hoặc tích hợp sẵn vào các bộ xử lý đồ họa nếu là bo mạch rời.

### Video BIOS
Cũng giống như tính năng của BIOS ở bảng mạch chủ, video bios chứa toàn bộ thông tin thiết lập về phần cứng của bảng mạch đồ họa. Video Bios còn giúp cho bảng mạch đồ họa hoạt động ngay khi máy tính bắt đầu khởi động trong quá trình POST - trước khi trình điều khiển của hệ điều hành được nạp.

Video bios của bảng mạch đồ họa ở dạng một ROM, có thể được hàn định vị trực tiếp vào bảng mạch đồ họa, có thể ở dạng gắn trên đế cắm (đối với các bo mạch đồ họa trước đây).

Nhiều overclocker hoặc hacker thường thay đổi Video Bios của bo mạch đồ họa để ép xung chúng (overclock).

## Các kiểu kết nối

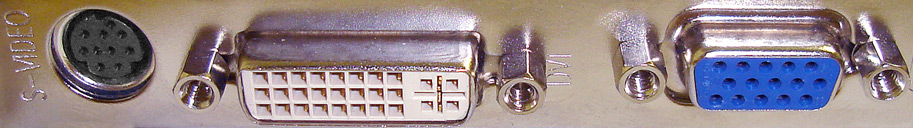
Video In Video Out (VIVO) cho S-Video, Digital Visual Interface (DVI) cho HDTV, và DE-15 cho VGA

Kết nối đầu ra/vào của bảng mạch đồ họa đến các màn hình máy tính hoặc các thiết bị ngoại vi khác có thể gồm các loại sau đây:

### Video Graphics Array (VGA) (DE-15)

Video Graphics Array (DE-15)

VGA là tiêu chuẩn tương tự (analog) được đưa vào sử dụng từ cuối thập niên 1980, được thiết kế dành cho màn hình CRT. Nó có một số vấn đề về nhiễu và hình ảnh không rõ nét. Ngày nay tiêu chuẩn này còn được sử dụng cho tín hiệu HD (1080p và cao hơn). Mặc dù băng thông của VGA đủ cao để hỗ trợ độ phân giải cao hơn, chất lượng hình ảnh sẽ bị giảm đi theo độ dài và chất lượng dây. Điều này còn phụ thuộc vào mắt của mỗi người và màn hình hiển thị.

### Digital Visual Interface (DVI)

Digital Visual Interface (DVI-I)

DVI là kiểu kết nối tín hiệu kỹ thuật số, dành cho các màn hình phẳng (LCD, Plasma, HDTV) và máy chiếu. Đôi khi cũng bắt gặp DVI được sử dụng trong các màn hình CRT cao cấp. Nó tránh được nhiễu điện và xuất ra hình ảnh rõ nét hơn.

### High-Definition Multimedia Interface (HDMI)

High-Definition Multimedia Interface

DisplayPort

HDMI là giao diện âm thanh/hình ảnh cho phép truyền dữ liệu video chưa nén và dữ liệu âm thanh đã nén/chưa nén từ một thiết bị tuân thủ HDMI (thiết bị nguồn) tới một thiết bị âm thanh số, màn hình máy tính, máy chiếu hay TV số. HDMI là một giải pháp kỹ thuật số thay thế cho các tiêu chuẩn tương tự.

### DisplayPort
DisplayPort là một giao diện kỹ thuật số do Video Electronics Standards Association (VESA) phát triển. Giao diện này được sử dụng chủ yếu cho việc kết nối một nguồn video tới một thiết bị hiển thị, ví dụ như màn hình máy tính, mặc dù nó cũng có thể truyền tải âm thanh, USB hay một số hình thức dữ liệu khác. Tiêu chuẩn VESA được miễn phí tiền bản quyền. VESA thiết kế DisplayPort để thay thế cả VGA, DVI lẫn LVDS. Có thể sử dụng các thiết bị với DisplayPort của với các màn hình VGA hay DVI thông qua các adapter. Mặc dù các tính năng và khả năng hiển thị của DisplayPort tốt hơn HDMI, nó chỉ có mục đích bổ sung, không thay thế.

### Một số giao diện khác
- S-Video: Kiểu kết nối đầu ra tín hiệu tương tự dành cho các thiết bị video dân dụng: Ti vi, đầu phát video (băng từ, VCD, DVD), máy quay, máy chiếu...
- Video in: Đường kết nối dành riêng cho ngõ vào video ở một số bo mạch đồ họa có tính năng mở rộng "VIVO" (Video-In-Video-Out), với tính năng này bo mạch đồ họa có một phần tính năng của một bo mạch kỹ xảo.

## Các API đồ họa 3D
Sự xuất hiện của nhiều bộ xử lý đồ họa với các công nghệ khác nhau không thống nhất theo chuẩn nhất định khiến cho các nhà phát triển phần mềm và trò chơi trên máy tính gặp khó khăn về vấn đề tương thích.
Để thuận tiện cho các nhà viết phần mềm đồ họa và trò chơi trên máy tính cần thống nhất các hàm API sử dụng chung mà các bảng mạch đồ họa cần phải tương thích với chúng.
| OS                     | Vulkan         | DirectX   | GNMX  | Metal | OpenGL | OpenGL ES | OpenCL |
| ---------------------- | -------------- | --------- | ----- | ----- | ------ | --------- | ------ |
| Windows                | Có             | Microsoft | Không | Không | Có     | Có        | Có     |
| macOS                  | MoltenVK       | Không     | Không | Apple | Apple  | Không     | Apple  |
| Linux                  | Có             | Wine      | Không | Không | Có     | Có        | Có     |
| Android                | Có             | Không     | Không | Không | Nvidia | Có        | Có     |
| iOS and iPadOS         | MoltenVK       | Không     | Không | Apple | Không  | Apple     | Apple  |
| Tizen                  | In development | Không     | Không | Không | Không  | Có        | —      |
| Sailfish OS            | In development | Không     | Không | Không | Không  | Có        | —      |
| Xbox                   | Không          | Có        | Không | Không | Không  | Không     | Không  |
| Orbis OS (PlayStation) | Không          | Không     | Có    | Không | Không  | Không     | Không  |
| Wii U                  | Có             | Không     | Không | Không | Có     | Có        | Có     |

- DirectX: được hãng Microsoft phát triển vào những năm 1996 nhằm hướng các nhà lập trình sử dụng chúng để lập trình các game cho hệ điều hành Windows 95 (hệ điều hành mang tính cách mạng trong thời bấy giờ, bắt đầu cách ly việc các phần mềm can thiệp trực tiếp vào phần cứng) thay cho thói quen lập trình trên nền DOS mà họ dễ dàng can thiệp vào phần cứng.

Sự phát triển các phiên bản DirectX từ đó đến phiên bản DirectX 9c mang tính kế thừa, nhưng đến phiên bản gần đây nhất - DirectX 10 (chỉ sử dụng trong Windows Vista và các hệ điều hành khác nếu có của Microsoft sau này) có một sự thay đổi lớn được xem như viết trên một nền tảng mới hoàn toàn.
Đến cuối năm 2007, chỉ có một số bảng mạch đồ họa hỗ trợ DirectX 10 khi sử dụng các bộ xử lý đầu họa(có ký hiệu)đầu 8XXX (8800, 8600...) của nVIDIA và 2XXX (2900, 2600...) của ATI (Các bo mạch đồ họa sử dụng các GPU cũ hỗ trợ đến DirectX 9c vẫn có thể làm việc với Windows Vista)
- OpenGL được Silicon Graphics phát triển những năm 1990. (Xem thêm OpenGL)

## Cung cấp nguồn trực tiếp từ nguồn máy tính
Các bảng mạch đồ họa (rời) trước đây thường lấy điện trực tiếp từ bảng mạch chủ nhưng với nhu cầu xử lý ngày càng cao, ngày nay các bộ xử lý đồ họa cần tiêu tốn một lượng điện năng lớn (có thể trên 150 W) mà các mạch dẫn trên mạch in của bảng mạch chủ sẽ không thể đáp ứng nổi các dòng điện lớn như vậy.
Để cung cấp các công suất lớn cho bộ xử lý đồ họa, các bảng mạch đồ họa sử dụng cách thức cung cấp điện trực tiếp từ nguồn máy tính thông qua các đầu cắm thiết kế riêng. Đầu cắm thông dụng cung cấp điện cho bo mạch đồ họa hiện nay thường là 6 hoặc 8 chân.

## Đa màn hình

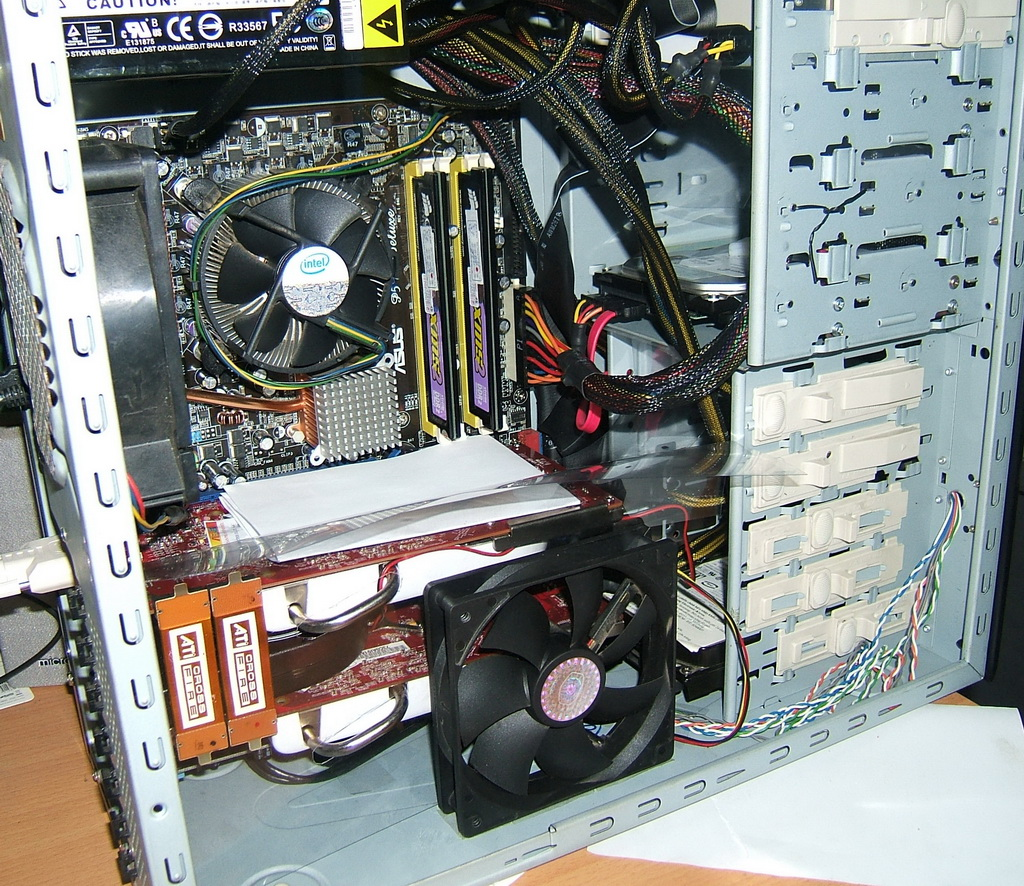
Hai bảng mạch đồ họa được gắn trên cùng một bảng mạch chủ khi hoạt động ở chế độ bắt chéo (crossfire) cho ra chỉ một màn hình

Cùng một bảng mạch đồ họa có thể cho phép xuất ra nhiều màn hình đồng thời mà không nhất thiết chúng có hình ảnh giống hệt nhau. Với các vi xử lý đồ họa mạnh mẽ hiện nay có thể cho phép một bảng mạch đồ họa xuất ra hai màn hình để mở rộng desktop trong hệ điều hành. Trong trường hợp hệ thống có nhiều bảng mạch đồ họa cũng có thể mở rộng ra nhiều màn hình đồng thời (giả sử có hai bảng mạch đồ họa, mỗi chiếc xuất ra hai màn hình thì tổng số sẽ có thể có 4 màn hình cùng hiển thị).
Hai (hoặc nhiều hơn) màn hình có thể giúp người sử dụng mở đồng thời nhiều ứng dụng mà vẫn quan sát được các tiến trình đang diễn ra, nhiều cửa sổ để tham chiếm, duyệt web...một số trò chơi cũng cho phép xuất ra nhiều màn hình cùng lúc để hiển thị các góc nhìn khác nhau.

## Đồ họa kép
Không dừng lại ở các bộ xử lý đồ họa cao cấp, bộ nhớ đồ họa dung lượng lớn với tốc độ làm việc cao, các hãng sản xuất đã thiết kế các kiểu sử dụng nhiều bo mạch đồ họa trên cùng một máy tính.

Trong các thời gian trước đây, người ta cũng có thể sử dụng đồng thời nhiều bảng mạch đồ họa nhưng chỉ dừng lại ở công dụng phát ra nhiều màn hình đồng thời. Công nghệ đồ họa kép hiện nay cho phép nhiều bộ xử lý đồ họa cùng xử lý một vấn đề đồ họa do đó chất lượng và tốc độ xử lý tăng mạnh hơn (có thể hình dung nhiều bộ xử lý đồ họa tương tự việc bộ xử lý đa nhân hoặc nhiều bộ xử lý trên cùng một bo mạch chủ).

Hai hãng sản xuất chip đồ họa ATI và nVIDIA đã có các chuẩn riêng như sau

### Công nghệ Crossfire của AMD
Crossfire có thể là: Hai bộ xử lý đồ họa cùng có mặt trên một bảng mạch đồ họa hoặc hai bảng mạch đồ họa (trở lên) cùng có mặt trên một bảng mạch chủ.

Nếu thuộc loại hai bảng mạch đồ họa (trở lên) cắm vào bảng mạch chủ thì yêu cầu bảng mạch chủ phải có hai khe cắm kiểu PCI Express X16 (chúng có thể không đồng thời hỗ trợ X16) và bảng mạch chủ phải hỗ trợ.

Hai bảng mạch đồ họa ở đây phải liên kết với nhau, có thể qua dây kết nối đầu ra (dây cắm thiết kế riêng gồm 3 đầu, hai đầu cắm vào hai bo mạch đồ họa, đầu còn lại cắm vào màn hình máy tính), có thể sử dụng cầu nối giữa hai bảng mạch đồ họa hoặc có thể sử dụng bằng phần mềm thiết đặt trình điều khiển.

### Công nghệ SLI của nVIDIA
Gần tương tự như công nghệ Crossfire của ATI, nhưng công nghệ SLI của nVIDIA yêu cầu khắt khe hơn về bảng mạch chủ: Các bảng mạch chủ hỗ trợ công nghệ này phải sử dụng các chipset của chính hãng nVIDIA. Còn có thể sử dụng theo yêu cầu từ 2 card đồ họa giống nhau để đồng bộ (Dòng 8 với 8, dòng 9 với 9 ...)